# Apartheid
Apartheid je naziv za sustav rasne segregacije koji je nakon pobjede burske Nacionalističke stranke na izborima 1948. godine uveden kao službena politika Južnoafričke Republike. Njime je stanovništvo Južne Afrike podijeljeno na bijelce, crnce, Indijce i "obojene" (mulate), s time da su jedino bijelci imali puna politička prava.
Taj sustav, stvoren pod snažnim utjecajem rasizma i protestantskog fundamentalizma, s vremenom je izazivao sve žešći otpor većinskog crnačkog stanovništva, a na JAR navukao antipatije cijele međunarodne javnosti. Pod vanjskim i unutrašnjim pritiscima, apartheid se počeo postupno ukidati 1980-ih, da bi u potpunosti bio ukinut nakon godine 1994. godine dolaskom Nelsona Mandele na vlast.
U vrijeme politike Apartheida stvarana su područja koja nisu bila dostupna crncima, već samo bijelcima, te su odvojeni dijelovi autobusa, parkova, čak i posebne klupe za bijelce i "obojene". Bantustani su bili teritoriji dodijeljeni crnačkom domorodačkom stanovništvu od strane bijelih vlastodržaca za vrijeme apartheida po nekadašnjoj Južnoafričkoj Uniji i Namibiji.
Ranih 1950-ih svake godine bi bilo zatvoreno barem 250 000 ljudi. Najčešće su zatvarani oni koji su se ogriješili o zabranu kretanja. U području Wirwatersranda zbilo se 1945. godine 186 ubojstava, 1948. 231, a 1951. 472. Odgovarajući podaci za tešku tjelesnu ozljedu iznose 2 475, 3 381 i 4 776; za teške zločine 69 036, 89 130 i čak 158 513. Iz skupštinskoga izvješća rasističke vlade iz 1953. proizlazi da su u 1952. bijelci dobili 760 udaraca bičem, dok ih je godinu ranije podijeljeno 366. Indijci su dobili ukupno 206 udaraca prema prijašnjih 194, a domoroci i mješanci zapanjujućih 49 111 prema 27 622. Tih godina zabranjeni su i mješoviti brakovi, kojih je prije zabrane ionako bilo tek 75.
Oko 4 000 domorodaca u pokrajini Cape, koji su imali pravo glasa, biralo je tri predstavnika u skupštini i četiri u senatu, ali su i ti predstavnici bili bijelci. Samo sedam od 209 skupštinskih zastupnika predstavljalo je crnačku većinu. Kako bi došao u grad, domorodac je morao od bijelca poslodavca ishoditi propusnicu za dopuštenje boravka, drugu za dopuštenje stanovanja, treća je bila poslodavčeva potvrda, a četvrta propusnica za dopuštenje kretanja noću. Godine 1953. bilo je 986 593 zatvorenih zbog nepoštivanja zakona o propusnicama, a 861 269 je bilo osuđeno. Rezervati namijenjeni isključivo domorocima obuhvaćali su 9.6% površine države, a bjelačkoj manjini pripadalo je 90.4% ozemlja.
Riječ apartheid se danas često koristi za opis situacija u kojima pripadnici različitih etničkih ili vjerskih skupina zajedno žive na istom području nastojeći ne doći jedni s drugima u bilo kakav kontakt osim onog službenog.

## Korijeni apartheida
Godine 1652. na Rt dobre nade iskrcao se Nizozemac Jan van Riebeeck s nalogom organizirati uzgoj svježeg povrća i proizvodnju mesa za nizozemske posade koje su putovale na istok ili se vraćale odatle. Ti su doseljenici bili malobrojni i samoopsluživali Nizozemsku istočnoindijsku kompaniju. Gotovo su gladovali, a želeći im pomoći Kompanija je 1657. odlučila da se doseljenici više pozabave poljoprivredom. Devet službenika postali su veleposjednici ("slobodni građani"), a svaki je dobio 13 jutara zemlje i bio potpuno oslobođen poreza pod uvjetom najmanje 20 godina proizvoditi hranu. Pokus je opet gotovo propao, ali su se novi poljoprivrednici dosjetili da proizvodnju mogu povećati ako dovedu domorodačke radnike koji su radili gotovo ni za što. Uskoro su zatečene Khoisane (Hotentote) pretvorili u robove što je bio začetak apartheida koji će potrajati sve do 1994. godine. Willem ten Rhyine ovako je 1686. godine pisao o domorocima u području Rta dobre nade: "Njihovo urođeno barbarstvo i lijenost, te posvemašnja neupućenost u bilo kakve vrline, čine ih podložnima svim mogućim poročnim zadovoljstvima. Ti su prostaci nepouzdani i podmukli, žive u bezvjerici i sramno se prepuštaju svojoj požudi, lašci su i varalice". Johannes de Grevenbroek zapisao je 1695. godine: "Od nas su se naučili huli, krivokletstvu, neslozi, svadljivosti, pijančevanju, prijevari, razbojništvu, krađi, nezahvalnosti i neobuzdanoj želji za tuđim, nedjelima koja nisu prije poznavali, a od ostalih zlodjela najgore vrste zlosretnoj pohlepi za zlatom". Livingstone piše o unutrašnjosti južne Afrike 1840-ih: "Osobno sam vidio kako Buri ulaze u selo i prema svome običaju zahtijevaju da im dvadesetak ili tridesetak žena oplijevi vrtove; vidio sam kako te žene odlaze na neplaćenu tlaku noseći hranu na glavi, djecu na leđima, a alat na ramenu. Buri se nisu nimalo trudili prikriti to podlo iskorištavanje neplaćenih radnika. Upravo obrnuto, svaki od njih, od njihovih vođa gospodina Potgeitera i gospodina Gerta Kriegera naniže, hvalio je svoju vlastitu čovječnost i pravičnost u stvaranju takva pravedna propisa. Zahtijevamo da ti ljudi rade za nas, a zauzvrat im dopuštamo živjeti u našoj zemlji". Buri su stvorili vlastitu poljoprivredu čija je podloga bilo neobično shvaćanje da je sve Afrikance, biblijske "Hamove sinove", Bog odredio da rade kao njihovi robovi.
Zakonom o ujedinjenju 1910. spojene su četiri južnoafričke kolonije (Rt Dobre Nade, Natal, Slobodna Država Oranje i Transvaal), a tri godine kasnije u tom je britanskom dominionu donesen zakon kojim se Afrikancima uskraćuje pravo na posjed i naseljavanje na 88% ozemlja! Najbolje i najplodnije zemljište obično bi u svim kolonijama bilo predviđeno za naseljavanje Europljana i crnci su istjerani u najnegostoljubivije krajeve. Rasistička vlada u Pretoriji je 1973. držala oko 4 000 južnoafričkih vojnika, a godinu kasnije vjerojatno puno više kako bi osigurala nadzor 250 000 rodezijskih bijelaca nad bespravnim daleko brojnijim crncima. Južnoafrički aparthejdski režim pomažući prevlast bijelaca poslao je oko 2 000 vojnika u Mozambik, bar 4 000 u Rodeziju i vjerojatno dvostruko toliko u sjevernu Namibiju. Plan režima ovladati cijelom podsaharskom Afrikom i spriječiti raspad kolonijalnog i rasističkog ustroja nije uspio pošto su se 1974. Portugalci povukli i priznali punu neovisnost Mozambiku, a reakcija Pretorije značila bi otvorenu agresiju.